# Darkthrone
A Darkthrone egy norvég black metal zenekar, mely 1987-ben alakult. Az együttest Gylve Nagell (a későbbi Fenriz) és Ted Skjellum (a későbbi Nocturno Culto) hívta életre. Kezdetben death metalt játszottak, az 1991-ben megjelent debütalbum a Soulside Journey is a skandináv death metal stílusában fogant. A korong megjelenése után stílust váltottak, mind zenében, mind hozzáállásban. A két alapító tag ekkor vette fel művésznevét, valamint az arcfestést is ekkor kezdték el alkalmazni. A Blaze in the Northern Sky, Under a Funeral Moon és Transilvanian Hunger albumaikkal a black metal meghatározó klasszikusait készítették el, melyek felbecsülhetetlen hatást gyakoroltak a műfajra.
Későbbi lemezeiken felbukkantak thrash metal hatások is, ekkorra már az arcfestéstől is megváltak a zenészek. A 2000-es évek közepétől zenéjükben egyre inkább a crust punk, valamint az 1980-as évek heavy és speed metalja is szerepet kap, ezért újkori lemezeikre gyakran használják a „black n' roll” stílusmeghatározást is. Fenriz és Nocturno Culto nagy tiszteletnek örvend az underground metal színtéren, mivel pályafutásuk alatt mindvégig kompromisszummentes hozzáállásról tettek tanúbizonyságot, figyelmen kívül hagyva a mainstream zenei világ történéseit. Az együttes érdekessége, hogy az egészen korai időket leszámítva, sohasem adtak koncerteket.

## Pályafutás

### Death metal évek (1987-1991)
A zenekar gyökerei 1986-ig nyúlnak vissza. Oslo külvárosában Kolbotnban hívta életre a zenekar elődjét Gylve Nagell, Ivar Enger és Anders Risberget. A Black Death névre hallgató zenekar a thrash metal és a korai death metal keverékeként leírható zenét játszott, melyre nagy hatást gyakorolt a Celtic Frost, a Cryptic Slaughter és a Slayer Show No Mercy albuma. Az első demó megjelentetése után csatlakozott hozzájuk Ted Skjellum, a későbbi Nocturno Culto. 1987-ben csatlakozott hozzájuk Dag Nilsen basszusgitáros, a Darkthrone nevet is ekkor vették fel. A következő két évben négy demót adott ki a zenekar: Land of Frost, A New Dimension, Thulcandra és Cromlech. Ezek alapján négy lemezre szóló szerződést írhattak alá a Peaceville Records számára.
1990-ben Tomas Skogsberg producerrel stúdióba vonult a Gylve Nagell, Ted Skjellum, Dag Nilsen és Ivar Enger felállású Darkhtrone, hogy rögzítse debütáló nagylemezét. A Soulside Journey című anyag kis költségvetéssel készült, a kritika azonban jól fogadta, így a zenekar hamar a skandináv death metal vonal egyik reménységévé vált. A felvételek a Sunlight stúdióban zajlottak, Skossberg pedig korábban az Entombed és a Nihilist számára is dolgozott. Ugyan a lemez death metalt tartalmazott, nyomokban fellelhetőek voltak rajta a későbbi black metal stílus nyomai is. A megjelenést követően a zenekar új dalokat kezdett írni, melyek azonban egy jóval sötétebb, primitívebb arcát mutatták az együttesnek. Az ezekben az időkben készült dalokat később egy Frostland Tapes című válogatáslemezen (Goatlord nevű 3. CD-n) tette nyilvánossá a zenekar.

### Korai black metal évek (1991-1995)
1991-re a death metal volt az underground metal zenék legnépszerűbbike, ezért a divattól megundorodva a Darkhtrone a black metal felé vette az irányt. Nagell felvette a Fenriz, Skjellum pedig a Nocturno Culto művésznevet. Ivar Enger mint Zephyrous szerepelt, a zenekar pedig arcfestéssel mutatkozott a zenekari fotókon. 1991 nyarán bevonultak a norvég Creative stúdióba, hogy rögzítsék második lemezüket. Az A Blaze in the Northern Sky 1992. február 26-án jelent meg, így ez nevezhető az első norvég black metal lemeznek. A műfaj örök klasszikusának számító lemezen Nilsen vendégzenészként szerepelt, a megjelenés után elhagyta a trióra fogyatkozó zenekart. A 6 dalt tartalmazó album hamar hírhedtté tette a formációt, magáról a lemezről pedig elismerően nyilatkoztak a kritikusok. Eduardo Rivadavia az AllMusic kritikusa évekkel később úgy írt az albumról, mint a műfaj egyik legnagyobb klasszikusáról, külön kiemelve a lemez hangulatát.
Fenriz, Nocturno Culto és Zephyrous 1992 nyarán ismét stúdióba vonult, hogy rögzítse a harmadik nagylemezt. Az Under a Funeral Moon felvételei ismét a Creative stúdióban zajlottak, azonban a produceri teendőket maga a zenekar látta el. A kiadást a Peaceville mellett a Music for Nations végezte. A lemez 1993 nyarán jelent meg, mely tartotta az előd magas színvonalát. A korabeli kritikák is pozitívan cikkeztek az anyagról, mely ma már szintén klasszikusnak nevezhető. Nocturno Culto elmondása szerint ez az első lemeze a zenekarnak, amely száz százalékban black metalt tartalmaz, mivel az elődjén még lehetett érezni a death metalos múltat is. Ennek megfelelően a korong hangulatát a „hideg” és „félelmetes” jelzőkkel illeti a zenész. A lemez irányt mutatott a zenekar későbbi lemezei számára is, itt forrt ki igazán az együttes arculata.
A megjelenést követően Zephyrous elhagyta a zenekart, Fenriz és Nocturno Culto pedig úgy döntött, hogy kettesben folytatják tovább.
A két zenész 1993 telén vonult ismét stúdióba, hogy rögzítse a negyedik nagylemezt. A Transilvanian Hunger 1994 februárjában jelent meg, ismét a zenekar produceri felügyelete mellett. Nocturno Culto énekelt és szólógitározott, míg Fenriz a dobolás mellett ritmus és basszusgitározott. Egy nyers hangzású, egyszerű zenei anyag született, melyre úgy tekint az utókor, mint a formáció és a műfaj egyik legkiemelkedőbb lemezére. A dalszövegeket a Burzum soraiból ismert Varg Vikernes írta meg. A lemez borítójára eredetileg a „Norsk Arisk Black Metal” kifejezést is feltették volna, mely angol fordításban „Norwegian Aryan Black Metal” lett volna. Azonban a terjesztők negatív reakciói miatt elvették az ötletet. A zenekar ezután megvált a korábbi kiadójától a Peaceville Recordstól.

### Moonfog Records (1995-2005)
1995-ben leszerződtek a Satyricon vezéralakjának Satyrnak a kiadójához, a Moonfog Productionshoz. Ötödik albumuk 1995-ben Panzerfaust címmel jelent meg. Az anyag továbbvitte elődje nyers hangzását és stílusát, annyi különbséggel, hogy a dalokban megjelentek az 1980-as évek európai thrash metal zenekarainak a hatása is. Emellett a korai Celtic Frost hatása is kimutatható volt a korong szerzeményeiben. Az amerikai kiadásért a The End Records felelt. Varg Vikernes ismét írt dalszöveget a duó számára, azonban ezennel csak egyetlen dal erejéig (Quintessence). Az együttes következő albuma 1996-ban jelent meg Total Death címmel, amelynek érdekessége, hogy a korábbi lemezekkel ellentétben Fenriz erre egyáltalán nem írt szövegeket. A feladatot olyan norvég zenészekre bízta, mint Garm (Ulver/Arcturus/Borknagar), Ihsahn (Emperor), Satyr (Satyricon), és Carl-Michael Eide (Ved Buens Ende).
Időközben Fenriz szakított időt egyéb zenei projektekre is. 1994 és 1996 között három albumot készített a Neptune Towers nevezetű ambient formációval, de Storm néven egy zenekart is alapított Satyr-al, amelynek Nordavind címmel jelent meg albuma 1995-ben. Fenriz ezenkívül basszusgitárosként szerepelt az 1995-ben debütált Dødheimsgard Kronet Til Konge albumán. Nem sokkal ezután ismét csatlakozott a Valhall formációhoz, amelynek 1988-ban az egyik alapítója volt. Itt azonban nem maradt sokáig, mivel 1998-ban úgy döntött, hogy a Darkthrone-ra fordítja az idejét. A zenekar következő albuma a Ravishing Grimness 1999-ben jelent meg. Míg az elődje nagy részét Fenriz írta meg, ezt az anyagot szinte teljes mértékben Nucturno Culto jegyzi. Az ezt követő, 2001-ben megjelent Plaguewielder albumon pedig csak Culto szerzeményei találhatóak. A Ravishing Grimness és a Plaguewielder albumok hangzása sokkal tisztább és csiszoltabb lett, mint a régi albumoké, mely elsősorban annak köszönhető, hogy a felvételeik Ronni Le Tekrø gitáros (TNT) stúdiójában készültek.
Az 1990-es évek végén két Darkthrone tribute album is napvilágot látott. Az első 1998-ban jelent meg Darkthrone Holy Darkthrone címmel, melyen olyan zenekarok tisztelegtek a Darkthrone előtt, mint az Emperor, az Immortal, a Gorgoroth, a Satyricon, a Thorns, az Enslaved, a Dødheimsgard, és a Gehenna. A másik album 1999-ben jelent meg The Next Thousand Years Are Ours címmel. 2000-ben egy Preparing For War elnevezésű válogatásalbumot dobtak piacra, amely 1988 és 1994 közötti dalokat tartalmaz. 2002-ben a Kathaarian Life Code című daluk intrója felhangzott a Demonlover című filmben.
Az együttes következő albuma 2003-ban jelent meg Hate Them címmel, amelyet már 2004-ben követett is a Sardonic Wrath című album. Ezen a két anyagon esetenként az elektronikus zene hatása is felbukkant néhány bevezető formájában. A Sardonic Wrath az utolsó album volt amelyet a Moonfog Productions adott ki, továbbá szintén az utolsó olyan anyaguk amelyen még nyers és színtiszta black metal volt hallható. A lemezt jelölték a norvég Norway's Alarm Awards díjkiosztón, de az együttes kérésére ezt hamar visszavonták. Az album számai a korábbiaknál sokkal rövidebbek lettek, és annak ellenére, hogy még black metalt tartalmaz, fellelhető rajta az olyan zenekarok hatása, mint a Black Sabbath, az AC/DC, a Judas Priest, és az Iron Maiden.

### Peaceville Records (2005-napjainkig)
2005-ben újra leszerződtek a Peaceville Records kiadóhoz, amelyet 1994-ben hagytak el. Ezenkívül Tyrant Syndicate Productions néven egy saját kiadót is megalapítottak. A Peaceville szerződés fényében a kiadó újra megjelentette a Preparing For War kiadványt, amelynek bónusz CD-jére demók, míg a DVD-re élő előadások kerültek fel. Ezenkívül az első négy albumukat is újra kiadták, melyekre video interjúk is felkerültek. Következő, egyben 11. stúdióalbumuk 2006 februárjában jelent meg The Cult Is Alive címmel, és a zenekar történetében elsőként felkerült a norvég lemezlistára is, ahol a 22. helyre volt elegendő. Az album gyökeres változásokat hozott az együttes zenéjében, mivel a black metal stílusjegyeinek a megtartása mellett előtérbe kerültek a crust punk elemek. 2007 júliusában egy EP-t adtak ki, melynek a NWOBHM (New Wave of Black Heavy Metal ) címet adták, utalva a rájuk nagy hatást gyakorló brit heavy metal új hullámára. Az EP-re a Testors punk együttes Bad Attitude átirata is felkerült. A következő nagylemez 2007 szeptemberében látott napvilágot F.O.A.D. (Fuck Off And Die) címmel. A kifejezést sok punk és thrash metal együttes használta az 1980-as években. Zeneileg maradt a punkos irányvonal, ezúttal már több hangsúlyt fektetve a hagyományos heavy/speed metalra is.
Még szintén 2007-ben Nucturno Culto egy filmet jelentettet meg The Misanthrope címmel, amely a norvég életet és a black metal színteret tárja a néző elé. 2008-ban egy a korai demóikat tartalmazó válogatásalbum jelent meg Frostland Tapes címmel, amelyre egy 1990-es dán koncertfelvétel is felkerült. A Darkthrone következő albuma 2008. október 20-án Dark Thrones and Black Flags címmel jelent meg. Az album stílusa az előző lemez irányvonalán haladt tovább. 14. stúdióalbumuk Circle the Wagons címmel jelent meg 2010. április 5-én. A lemez ismét felkerült a norvég lemezlistára, ezúttal a 23. helyre, zeneileg pedig továbbra is a crust punk, a heavy metal és a speed metal elemeit vonultatja fel. 2010 végén a Paceville kiadó megszerezte a Moonfog-tól a Panzerfaust album kiadási jogait. A lemezcég így újra megjelentette az albumot, kétlemezes változatban és bakeliten is. A Total Death album újrakiadása pedig 2011. március 14-én jelent meg. 2013. február 25-én új albumuk jelent meg, a The Underground Resistance.

## Diszkográfia

### Stúdióalbumok
| Év   | Cím                          | Megjegyzések                                                                       |
| ---- | ---------------------------- | ---------------------------------------------------------------------------------- |
| 1991 | Soulside Journey             | Az együttes death metal stílusú albuma (a korai demók mellett).                    |
| 1992 | A Blaze in the Northern Sky  | Az albumon Dag Nilsen stúdiózenész basszusgitározott.                              |
| 1993 | Under a Funeral Moon         | Az albumon Ivar Enger gitározott.                                                  |
| 1994 | Transilvanian Hunger         | A szövegírásban Varg Vikernes (Burzum) is részt vett.                              |
| 1995 | Panzerfaust                  | A szövegírásban Varg Vikernes is részt vett.                                       |
| 1996 | Total Death                  | A szövegeket négy norvég zenész írta meg. (Ihsahn, Garm, Satyr, Carl-Michael Eide) |
| 1999 | Ravishing Grimness           |                                                                                    |
| 2001 | Plaguewielder                |                                                                                    |
| 2003 | Hate Them                    |                                                                                    |
| 2004 | Sardonic Wrath               | A zenekar utolsó black metal stílusú albuma.                                       |
| 2006 | The Cult Is Alive            | Az album stílusa jelentős változást idézett elő a zenekar pályájában.              |
| 2007 | F.O.A.D.                     |                                                                                    |
| 2008 | Dark Thrones and Black Flags |                                                                                    |
| 2010 | Circle the Wagons            |                                                                                    |
| 2013 | The Underground Resistance   |                                                                                    |
| 2016 | Arctic Thunder               |                                                                                    |
| 2019 | Old Star                     |                                                                                    |
| 2021 | Eternal Hails...             |                                                                                    |
| 2022 | Astral Fortress              |                                                                                    |

### Válogatások és tribute albumok
- 1998 – Darkthrone Holy Darkthrone – tribute album 8 norvég zenekar részvételével.
- 1999 – The Next Thousand Years Are Ours – tribute album 14 zenekar részvételével.
- 2000 – Preparing For War – válogatásalbum 1988–1994 közötti dalokkal. Az újrakiadás bónusz CD és DVD hozzáadásával került forgalomba.
- 2008 – Frostland Tapes – válogatásalbum, amely az együttes korai demóit tartalmazza (Land of Frost, A New Dimension, Thulcandra, Cromlech). Ezenkívül egy addig kiadatlan Goatlord című demó is felkerült rá, és tartalmaz egy 1990-es dán koncertfelvételt is.
- 2011 – Sempiternal Past – The Darkthrone Demos – Darkthrone demók újra masterelve, bónusz dalokkal
- 2013 – Introducing Darkthrone
- 2014 – Black Death and Beyond

### EP-k és kislemezek
- 2005 – Under beskyttelse av mørke (Under Cover of Darkness) – Japánban jelent meg, rajta az Under a Funeral Moon stúdiófelvételeinél rögzített dalokkal.
- 2006 – Too Old, Too Cold – a The Cult Is Alive lemezfelvételeiről tartalmaz dalokat.
- 2006 – Forebyggende Krig – kislemez
- 2007 – NWOBHM – az F.O.A.D. lemezfelvételeiről tartalmaz dalokat.
- 2013 – Peaceville Presents... Darkthrone

### Demók
- 1988 – Land of Frost
- 1988 – A New Dimension
- 1989 – Thulcandra
- 1989 – Cromlech
- 1991 – Goatlord (első megjelenés 1996-ban)

## Az együttes tagjai

### Jelenlegi/Állandó Tagok
- Nocturno Culto (Ted Skjellum) – gitár, basszusgitár, ének, szövegek (1988–)
- Fenriz (Gylve Fenris Nagell) – dob, gitár, basszusgitár, ének, szövegek (1986–)

### Korábbi tagok
- Ivar Enger (Zephyrous) – gitár (1987–1993)
- Dag Nilsen – basszusgitár (1988–1991)
- Anders Risberget – gitár (1986–1988)

## Kapcsolódó előadók
- Satyricon – Nocturno Culto több alkalommal is dolgozott a zenekarral.
- Aura Noir – Fenriz énekelt az együttesben.
- Burzum – a Transilvanian Hunger és Panzerfaust albumok néhány dalszövegét Varg Vikernes írta.
- Isengard – Fenriz 1989–1995 közötti projektje.
- Neptune Towers – Fenriz 1993–1995 közötti projektje.
- Dødheimsgard – Fenriz basszusgitározott az 1995-ös keltezésű debütalbumukon.
- Storm – Fenriz projektje Satyr-al amely egyetlen albumot adott ki 1995-ben.
- Valhall – Fenriz vett részt a zenekarban 1987–1989, és 1993–2000 között.